# Гаванская улица (Санкт-Петербург)
Га́ванская улица — улица в Василеостровском районе города Санкт-Петербурга. Проходит от Большого проспекта за Малый проспект Васильевского острова.

## Наименование
Первоначальное название Офицерская улица известно с 1790 года, связано с расположением здесь домов офицеров Морского ведомства. В 1798—1846 годы существовало название 4—5-я линия Галерной Гавани.
Современное название Гаванская улица дано 5 марта 1871 года, по местности Галерная Гавань.

## История
Сооружение коммерческой гавани для галер (небольших гребных судов) было задумано Петром I. В 1722 году на Васильевском острове были проведены земляные работы: возведены молы, углублено дно Финского залива. В 40-х годах XVIII века сюда перевели Галерную верфь, ранее находившуюся в Адмиралтейской части. Поблизости от Галерной верфи, в Чекушах, в 60-х годах этого же столетия была построена верфь для плоскодонных судов.
Однако подлинного значения гавани как морского порта искусственные сооружения на Васильевском острове так и не получили из-за мелководья взморья.

## Примечательные здания и сооружения
- Дом 2  7830475000 — дом Д. Ш. Каценеленбогена, 1908—1909, гражд. инж. Н. Д. Каценеленбоген, в 1913 г. над зданием работал арх. А. А. Захаров.
- Дом 3 — Санкт-Петербургский Юридический институт.
- Дом 4 — доходный дом Трифахина, 1908, проект гражданского инженера Алексея Захарова[2].
- Дом 5 — Гаванские бани, построенные в 1901 году по проекту Демьяна Фомичева и Федора Павлова, частично перестраивались в 1930-м, продолжали работать до 2013-го. Были снесены компанией Springald 1 февраля 2021 года[3][3][4][4]. Известно, что с 2012 года земельный участок принадлежал ООО «Атлантикс», с 2018 года его передали в аренду компании «Альфа». В 2019 году КГИОП согласовал проект строительства на месте бань жилого дома высотой в 9 этажей[5][6]. Госстройнадзор признал снос незаконным[7][8][9], однако максимальный штраф для застройщика составляет до 1 млн рублей или приостановку деятельности до 90 суток[10].
- Дом 12 — доходный дом Трофимова, 1911, проект техника Александра Гаврилова[2].
- Дом 14 — доходный дом Карташева, 1908, проект арх. Леона Богуского[2].
- Дом 15 — доходный дом Уткина, 1904, гражд. инж. Георгий Гаврилов[2].
- Дом 20 — доходный дом Дубова и Крылова, 1910, проект арх. Дмитрия Шагина[2].
- Дом 22 — доходный дом Совкова, 1910, арх. Николай Бродович[2].
- Дом 26 — доходный дом Кузьминой, 1906, арх. Георгий Гинц[2].
- Дом 30 — доходный дом Гиршовича, 1912, арх. Борис Гиршович, Павел Светлицкий[2].
- Дом 32 — доходный дом Рудакова, 1912, гражд. инж. Карл Кох[2].
- Дом 35 — доходный дом Колесина, 1911, арх. Павел Павлов[2].
- Дом 47  7830550000 — Гаванский рабочий городок[11].